# Systém jednoho přenosného hlasu
Systém jednoho přenosného hlasu (anglicky single transferable vote (STV)) je pořadový a poměrný volební systém používaný převážně v menších nebo středních vícemandátových volebních obvodech, jehož hlavní charakteristikou je hlasování voliče pro více kandidátů odstupňované číselně podle míry jeho preferencí pro ně. Volič hlasuje pro jednotlivé kandidáty napříč stranami, nikoli pro kandidátní listiny stran. Systém způsobem převádění hlasů na mandáty omezuje množství ztracených hlasů, které se vyskytují v klasickém systému kandidátních listin. Podle podoby kandidátních listin, způsobu hlasování a způsobu přepočtu hlasů na mandáty má systém jednoho přenosného hlasu několik podtypů.

## Způsob hlasování

Příklad hlasovacího lístku

Na hlasovacích lístcích jsou seřazena jména všech kandidátů, kteří kandidují v daném volebním obvodě. Volič ke každému jménu přiřadí číslo podle míry své preference kandidátů. Kandidáta, kterého si nejvíce přeje zvolit, označí číslem jedna, kandidáta, který je pro něj druhý nejpřijatelnější, označí číslem dvě a tak dále. První preferenční hlas volič udělit musí, udělení nižších preferenčních hlasů může být povinné nebo zůstává na jeho uvážení. Volič, který vyplnil hlasovací lístek na obrázku, vyjádřil přání volit kandidáty v tomto pořadí:
1. Alžběta Bílá
2. Drahomíra Černá
3. Břetislav Novák

Kandidátní listina je v každém volebním obvodě jen jedna, liší se však způsob, jakým jsou kandidáti na ní uvedeni. V některých případech (Irsko) jsou všichni kandidáti na listině seřazeni podle abecedního pořadí do jednoho sloupce bez ohledu na jejich stranickou příslušnost (která je uvedena), v některých případech (Tasmánie) jsou kandidáti na listině seřazeni v náhodném pořadí (a v rámci jednoho volebního obvodu jsou voličům distribuovány volební lístky s navzájem odlišným pořadím kandidátů), na Maltě a v Austrálii jsou kandidáti seřazeni nejprve podle politických stran a teprve v jejich rámci abecedně.
V některých státech stačí, aby volič udělil první preferenční hlas, další pořadí kandidátů určit může, ale nemusí. V jiných případech volič musí označit aspoň tolik preferencí, kolik v jeho volebním obvodě má být zvoleno kandidátů. Dříve se také v některých státech vyžadovalo, aby volič označil číselné preference u všech jmen na kandidátní listině. Poslední variantou je přiřazení prvního preferenčního hlasu politické straně, čímž volič odsouhlasí pořadí kandidátů určené stranou; tato volba nicméně směřuje proti smyslu celého systému jednoho přenosného hlasu, neboť se z něj takto vytrácí důraz na roli osobností.
Systém jednoho přenosného hlasu je nevýhodné použít ve velkých volebních obvodech. Protože všichni kandidáti jsou uvedeni na jedné kandidátní listině, při hlasování ve velkých obvodech by kandidátní listina měla značné rozměry, velké množství jmen kandidátů by komplikovalo orientaci voliče a značně ztížilo sčítání hlasů, především přenos hlasů mezi kandidáty. Jako ve všech ostatních poměrných systémech platí, že čím menší je volební obvod, tím menší šanci mají být zvoleni kandidáti menších stran a tím méně výsledky odpovídají poměru, v jakém voliči podpořili jednotlivé kandidáty.

## Sčítání hlasů a převod na mandáty

### Volební kvóta
Před sčítáním hlasů je třeba stanovit kvótu, jejímž účelem je zajistit, aby v daném volebním obvodě nebylo zvoleno více kandidátů, než je počet mandátů přidělených danému obvodu. Původně se používala Hareova kvóta, jež je však dnes užívána málo, neboť byla nahrazena Droopovou kvótou, která dává lepší výsledky. Vzorec pro výpočet Droopovy kvóty je:
((počet platných odevzdaných hlasů ve volebním obvodě/(počet mandátů v obvodě + 1)) + 1
Pokud vzorec nedá celé číslo, je zaokrouhleno dolů (tj. na nejbližší nižší celé číslo). Pokud například počet platných odevzdaných hlasů ve čtyřmandátovém volebním obvodě čítá 38 273, činí Droopova kvóta (38273/(4+1))+1=7069,25, po zaokrouhlení 7069. Droopova kvóta tak představuje nejnižší možný celý počet hlasů, který se vejde do počtu platných odevzdaných hlasů tolikrát, kolik má být počet mandátů, ale ne vícekrát.
Droopova kvóta je vždy nižší než Hareova kvóta, která je jednoduchým podílem odevzdaných hlasů a počtu mandátů v obvodě.

### Převod hlasů na mandáty
Procedura obsazování mandátů vyžaduje několik kol. Postupuje se v následujících krocích:
1. Kandidáti jsou seřazeni podle počtu obdržených prvních preferencí, kandidát, který dosáhl nebo přesáhl kvótu, obdrží mandát.
2. Pokud počet hlasů pro vítězného kandidáta přesahuje kvótu, jsou přesahující hlasy poměrně rozděleny těm dalším kandidátům, které jeho voliči označili následující nižší preferencí (v prvním kole tedy druhou). Postupuje se podle vzorce počet hlasů přesahujících přes kvótu/celkový počet hlasů pro vítězného kandidáta, které mají označenu následující nižší (tedy v prvním kole druhou) preferenci×počet následujících nižších preferencí pro daného kandidáta. Příklad: Vítězný kandidát A v prvním kole dostal 1500 prvních preferencí a přesáhl kvótu o 499; voliči, kteří mu udělili první preferenci, dali druhou preferenci následujícím kandidátům v uvedeném počtu - kandidát B: 600, kandidát C: 500, kandidát D:170, kandidát E: 130, nikdo: 100. Kandidát B tedy obdrží 499/1400×600=213,8, po zaokrouhlení 214 hlasů, kandidát C 178 hlasů, kandidát D 61 hlasů, kandidát E 46 hlasů; zbylých 100 hlasů, u nichž nebyla označena druhá preference, je nepřenosných. Tento přenos hlasů se nazývá přenos hlasů shora.
3. Pokud v příslušném kole žádný kandidát nedosáhne kvóty, je vyřazen kandidát s nejmenším počtem hlasů (v prvním kole prvních preferencí) a jeho hlasy jsou podle výše uvedeného pravidla přeneseny těm kandidátům, které jeho voliči označili následující nižší preferencí. Tento přenos hlasů se nazývá přenos hlasů zdola.
4. Celý postup se opakuje tak dlouho, dokud nejsou přiděleny všechny mandáty, které v daném volebním obvodě mají být obsazeny.

Pokud by vyřazení kandidáta s nejmenším počtem hlasů nezměnilo v dalším kole situaci, může být v jednom kole zároveň vyřazeno více kandidátů. Je-li třeba v určitém kole vyřadit kandidáta s nejnižším počtem hlasů a více kandidátů má stejný nejmenší počet hlasů, je k vyřazení vybrán kandidát na základě náhodného výběru. Jestliže na konci vyřazování zůstává k obsazení jeden mandát a zbývají dva kandidáti, kteří nedosahují kvóty nutné ke zvolení, obdrží mandát ten z nich, který má v posledním kole vyšší počet hlasů.
V jednotlivých státech se liší konkrétní způsob, jak se přenášejí hlasy jiným kandidátům. Otázku vzbuzuje zejména to, ze kterých konkrétních hlasovacích lístků mají být přeneseny nižší preferenční hlasy. Příslušné volební lístky mohou být vybrány náhodně, může se také přihlížet ke všem volebním lístkům pro kandidáta, jehož hlasy mají být přeneseny. Různě se také řeší, zda při přenosu nahoru udělit druhou preferenci pro kandidáta, kterému v předchozích kolech už byl přidělen mandát.

### Konkrétní příklad
V následujícím fiktivním příkladě se má konat večírek, na který přislíbilo účast 20 hostů. Pořadatelé hostům nabídli k podávání tři druhy sladkostí a dali jim na výběr z pěti možností (pomeranče, hrušky, čokoláda, jahody, bonbóny); hosté hlasovali podle systému jednoho přenosného hlasu. Po vybrání anketních lístků byl stav udělených hlasů následující:
| Hlasy hostů >    | xxxx      | xx        | xxxx     | xxxx     | x      | x       |
| ---------------- | --------- | --------- | -------- | -------- | ------ | ------- |
| První preference | pomeranče | hrušky    | čokoláda | čokoláda | jahody | bonbóny |
| Druhá preference |           | pomeranče | jahody   | bonbóny  |        |         |

Čtyři hosté udělili pouze první preferenční hlas pomerančům, dva hosté udělili první preferenční hlas hruškám a zároveň druhý preferenční hlas pomerančům, osm hostů udělilo první preferenční hlas čokoládě a zároveň druhý preferenční hlas jahodám, čtyři hosté udělili první preferenční hlas čokoládě a zároveň druhý preferenční hlas bonbónům, jeden host udělil pouze první preferenční hlas jahodám a jeden host pouze první preferenční hlas bonbónům.
Nejprve je třeba stanovit Droopovu kvótu; ta činí šest hlasů.
Po sečtení hlasů následuje zjišťování vítězů podle uvedeného postupu:
|             | pomeranče | hrušky | čokoláda | jahody | bonbóny | |
| První kolo  | xxxx      | xx     | xxxx     | x      | x       | Čokoláda se stává vítězem, protože počet hlasů pro ni překročil kvótu. |
| Druhé kolo  | xxxx      | xx     | xxxx xx  | xxxx x | x xx    | Přesahující hlasy pro čokoládu jsou přeneseny na jahody a bonbóny v poměru k počtu druhých preferencí voličů čokolády. Nicméně ani po přenesení přesahujících hlasů žádný ze zbývajících kandidátů nedosahuje kvóty. Proto jsou vyškrtnuty hrušky s nejmenším počtem hlasů. |
| Třetí kolo  | xxxx xx   |        | xxxx xx  | xxxx x | x xx    | Hlasy vyřazených hrušek jsou podle jejich druhých preferencí přeneseny na pomeranče, čímž pomeranče dosahují kvóty a stávají se vítězi. Pomeranče dosáhly kvóty přesně, takže se nebudou přenášet žádné hlasy.                                                              |
| Čtvrté kolo | xxxx xx   |        | xxxx xx  | xxxx x | x xx    | Žádný ze zbývajících kandidátů nedosahuje kvóty, ale jahody mají víc hlasů, takže bonbóny jsou vyřazeny a jahody se stávají posledním vítězem. |

Hosté zvolili, že na večírku se budou podávat čokoláda, pomeranče a jahody.

## Vlastnosti systému jednoho přenosného hlasu
Systém jednoho přenosného hlasu spojuje prvky většinového systému (hlasování pro konkrétní osobnost) s poměrným systémem (výsledné obsazení mandátů odpovídá poměrné podpoře kandidátům ve volebním obvodě). Protože v systému hlasování není zavedena žádná minimální hranice nutná pro zvolení platná na celém území, kde probíhají volby (v celém státě, regionu atd.), umožňuje systém jednoho přenosného hlasu na základě vítězství i v jediném volebním obvodě vstup do voleného tělesa i menším stranám, zejména pokud mají silnější podporu v určitých regionech a umožňuje i zvolení nezávislých kandidátů. Podporuje zvolení umírněných kandidátů na úkor radikálů a extremistů. Politické strany mají menší kontrolu nad podobou hlasovacích lístků, zdůrazňuje se osobní a regionální rozměr volby (kandidáti nemohou těžit z umístění na kandidátní listině, musí vystupovat převážně za sebe). Zvolený zastupitel usilující o znovuzvolení má sklon hlasovat spíš ve prospěch svého volebního obvodu než podle pokynů své strany.
Na rozdíl od jiných poměrných volebních systémů je téměř vyloučeno, aby volič napomohl zvolení kandidáta, kterého nechce. Pokud využije udělení druhé, třetí či další preference, téměř s jistotou bude v průběhu udělování mandátů kandidátům jeho hlas využit.

## Užití ve světě
Systém jednoho přenosného hlasu se používá kromě samotné Británie převážně v zemích, které dříve náležely k britskému koloniálnímu systému, jinde jen ojediněle; někdy proto bývá označován britský systém poměrného zastoupení.
Koncept jednoho přenosného hlasu poprvé navrhl britský matematik a učitel Thomas Wright Hill v roce 1821. V praxi byl poprvé použit zásluhou dánského matematika a politika Carla Andræ v roce 1856 pro volby do Říšské rady v Dánsku, od roku 1866 (do 1915) také pro volby do druhé komory dánského parlamentu. Pravděpodobně nezávisle na Hillovi předložil v roce 1857 systém jednoho přenosného hlasu také anglický advokát Thomas Hare. Zásluhou australského advokáta a politika Andrewa Inglise Clarka se v roce 1896 dolní komora tasmánského parlamentu stala prvním parlamentním shromážděním na světě voleným systémem jednoho přenosného hlasu (místně zvaným Hareův-Clarkův systém).
| Stát                   | Stát                      | Těleso, do nějž se volí                                                                           |
| Irsko                  | Irsko                     | prezident dolní komora parlamentu Evropský parlament oblastní rady                                |
| Malta                  | Malta                     | parlament Evropský parlament obecní rady                                                          |
| Spojené království     | Severní Irsko             | Severoirské regionální shromáždění Evropský parlament obecní rady                                 |
| Spojené království     | Skotsko                   | krajské rady                                                                                      |
| Indie                  | Indie                     | horní komora parlamentu                                                                           |
| Pákistán               | Pákistán                  | senát                                                                                             |
| Austrálie              | celá federace             | federální senát                                                                                   |
| Austrálie              | Teritorium hlavního města | Zákonodárné shromáždění Teritoria hlavního města                                                  |
| Austrálie              | Nový Jižní Wales          | horní komora parlamentu okresní rady                                                              |
| Austrálie              | Jižní Austrálie           | horní komora parlamentu okresní rady                                                              |
| Austrálie              | Tasmánie                  | dolní komora parlamentu okresní rady                                                              |
| Austrálie              | Victoria                  | horní komora parlamentu okresní rady                                                              |
| Austrálie              | Západní Austrálie         | horní komora parlamentu                                                                           |
| Nový Zéland            | Nový Zéland               | některé obecní rady, například v Dunedinu a hlavním městě Wellingtonu okresní zdravotnické komise |
| Spojené státy americké | Spojené státy americké    | rady některých měst                                                                               |
| Kanada                 | Alberta                   | parlament (některé volební obvody v období 1926–1955)                                             |
| Kanada                 | Manitoba                  | parlament (některé volební obvody od 20. let do 1958) městská rada Winnipegu (do 1958)            |
| Island                 | Island                    | Ústavodárné shromáždění (jednou v roce 2010)                                                      |
| Estonsko               | Estonsko                  | parlament (jednou v roce 1990)                                                                    |
| Hongkong               | Hongkong                  | parlament (část mandátů jednou v roce 1995)                                                       |

Kromě uvedených veřejných institucí užívají systém jednoho přenosného hlasu také některé nevládní organizace, obchodní organizace, univerzity nebo politické strany (v České republice Strana zelených).